# Cantó de Neuville-aux-Bois
El cantó de Neuville-aux-Bois és un cantó francès del departament de Loiret, situat al districte d'Orleans. Té 10 municipis i el cap és Neuville-aux-Bois.

## Municipis
- Bougy-lez-Neuville
- Ingrannes
- Loury
- Neuville-aux-Bois
- Rebréchien
- Saint-Lyé-la-Forêt
- Sully-la-Chapelle
- Traînou
- Vennecy
- Villereau

## Història
| Data d'elecció                           | Identitat      | Partit                           | Qualitat |
| ---------------------------------------- | -------------- | -------------------------------- | -------- |
| 1945-1958                                | M. Forge       | radical                          |          |
| 1958-1994                                | Kléber Malécot | MRP, després CD, després UDF-CDS |          |
| 1994-2001                                | Michel Fesneau | Divers gauche                    |          |
| 2001-                                    | Marc Andrieu   | RPR, després UMP                 |          |
| les dades anteriors no són pas conegudes |                |                                  |          |
|                                          |                |                                  |          |

## Demografia
| A partir de 1990: Població sense dobles comptes |